# Idea Vilariño
Idea Vilariño Romani (Montevideo, 18 agosto 1920 – Montevideo, 28 aprile 2009) è stata una poetessa, saggista e critica letteraria uruguaiana È considerata una figura di rilievo all’interno della cosiddetta Generación del ’45, un movimento culturale uruguaiano che includeva autori quali Mario Benedetti, Juan Carlos Onetti e Ida Vitale.

## Biografia
Cresciuta in un ambiente familiare legato alle arti, Vilariño esordì nel 1945 con la raccolta La suplicante. Lavorò come docente di letteratura fino al 1973, anno del colpo di Stato in Uruguay, che la portò all’allontanamento dall’insegnamento. Riprese l’attività accademica nel 1985 presso l’Università della Repubblica a Montevideo.
Fu attiva anche come traduttrice. Tra le sue traduzioni figurano diverse opere di William Shakespeare, tra cui Amleto, Otello, Macbeth e Re Lear.

## Produzione poetica
L’opera poetica di Vilariño si caratterizza per l’adozione di un linguaggio essenziale e diretto. I suoi testi affrontano prevalentemente tematiche legate alla sofferenza, alla solitudine, alla morte e alla transitorietà dei legami affettivi.
Un nucleo ricorrente nella sua opera è l’esperienza amorosa, rappresentata senza idealizzazione e talvolta associata alla perdita e all’incomunicabilità. La raccolta Poemas de amor (1957) è frequentemente letta in relazione al suo rapporto con Juan Carlos Onetti, pur non essendo strutturata in forma autobiografica esplicita.
Tra le sue pubblicazioni poetiche principali si segnalano Nocturnos (1955), Pobre mundo (1966), Poemas de amor (1957) e Poesía (1970).

## Altre attività
Vilariño scrisse anche saggi letterari, occupandosi, tra gli altri, di Antonio Machado e Julio Herrera y Reissig. Inoltre, compose testi per canzoni interpretate da esponenti della musica popolare uruguaiana come Alfredo Zitarrosa e Daniel Viglietti.

## Ricezione critica
L’opera di Vilariño è stata oggetto di attenzione critica sia in ambito ispanoamericano sia internazionale. Il critico Emilio Coco ha descritto la sua poesia come una forma di conoscenza fondata sulla sofferenza, priva di elementi consolatori.
Un esempio rappresentativo della sua poetica è il testo “Ya no / Non più”, in cui l’autrice esprime la fine di un legame con un tono di irrevocabilità e distacco..